# Пуданс, Каспарс
Ка́спарс Пу́данс (латыш. Kaspars Pudāns, род. 23 марта 1976, Екабпилс) — командующий Национальными вооружёнными силами Латвии, генерал-майор.
Родился 23 марта 1976 года в Екабпилсе. Военное образование получил в Национальной академии обороны Латвии, Балтийском колледже обороны в Эстонии и Военной академии во Франции. Имеет степень магистра в области общего управления качеством.
С 1994 года служит в Национальных вооружённых силах Латвии. С 22 февраля 2023 года исполнял обязанности командующего Земессардзе.
С 27 января 2025 года — командующий Национальными вооружёнными силами Латвии.